# Jordan Vaden
Jordan Vaden (* 15. September 1978) ist ein ehemaliger US-amerikanischer Sprinter.
2006 wurde er bei den US-Meisterschaften Zweiter über 200 m. Im Jahr darauf siegte er bei den NACAC-Meisterschaften über 200 m und in der 4-mal-100-Meter-Staffel. Bei den Panamerikanischen Spielen 2007 in Rio de Janeiro erreichte er das Finale über 200 m, trat aber nicht an.
Am 19. August 2008 wurde er bei einer Dopingprobe positiv auf Stanozolol getestet und wegen dieses Verstoßes gegen die Dopingbestimmungen für zwei Jahre gesperrt.

## Persönliche Bestzeiten
- 100 m: 10,20 s, 23. Juni 2006, Indianapolis
- 200 m: 19,98 s, 25. Juni 2006, Indianapolis
  - Halle: 20,80 s, 15. Februar 2008, Fayetteville
- 400 m: 45,79 s, 3. Juli 2004, Indianapolis